# Кот-д’Ивуар на летних Олимпийских играх 1964
Кот-д’Ивуар принимал участие в Летних Олимпийских играх 1964 года в Токио (Япония) в первый раз за свою историю, но не завоевал ни одной медали.

## Результаты соревнований

### Бокс
| Соревнование | Спортсмены    | Первый раунд                           | Второй раунд                          | Третий раунд       | Четвертьфинал      | Полуфинал          | Финал              |
| Соревнование | Спортсмены    | Соперник Результат                     | Соперник Результат                    | Соперник Результат | Соперник Результат | Соперник Результат | Соперник Результат |
| ------------ | ------------- | -------------------------------------- | ------------------------------------- | ------------------ | ------------------ | ------------------ | ------------------ |
| До 60 кг     | Габриэль Аши  |                                        | Кэмпбелл Палмер (CAN) проиграл; 3:2   | не прошёл          | не прошёл          | не прошёл          | не прошёл          |
| До 67 кг     | Бонифас Ие то | Ханс-Эрик Педерсен (DEN) проиграл; DSQ |                                       | не прошёл          | не прошёл          | не прошёл          | не прошёл          |
| До 81 кг     | Фирмен Н'Гуя  | Фред Кэйси (AUS) выиграл; 3:2          | Франтишек Полачек (TCH) проиграл; RSC |                    | не прошёл          | не прошёл          | не прошёл          |

### Лёгкая атлетика
Мужчины
| Соревнование           | Спортсмен          | Первый раунд/ квалификация | Первый раунд/ квалификация | Четвертьфинал | Четвертьфинал | Полуфинал | Полуфинал | Финал     | Финал     |
| Соревнование           | Спортсмен          | Результат                  | Место                      | Результат     | Место         | Результат | Место     | Результат | Место     |
| ---------------------- | ------------------ | -------------------------- | -------------------------- | ------------- | ------------- | --------- | --------- | --------- | --------- |
| 100 метров             | Гауссу Коне        | 10,5                       | 1                          | 10,4          | 4             | 10,4      | 2         | 10,47     | 6         |
| 400 метров             | Йояга Ди Кулибали  | 47,8                       | 7                          | не прошёл     | не прошёл     | не прошёл | не прошёл | не прошёл | не прошёл |
| 1500 метров            | Дено Аджима Беш    | 3:53,5                     | 7                          |               |               | не прошёл | не прошёл | не прошёл | не прошёл |
| 110 метров с барьерами | Симбара Маки       | 15,3                       | 8                          |               |               | не прошёл | не прошёл | не прошёл | не прошёл |
| 110 метров с барьерами | Жан Тоффей Эконьян | 9:47,4                     | 9                          |               |               |           |           | не прошёл | не прошёл |
| Толкание ядра          | Дени Сеги Кракбе   | 16,59                      | 20                         |               |               |           |           | не прошёл | не прошёл |
| Метание диска          | Дени Сеги Кракбе   | 46,43                      | 24                         |               |               |           |           | не прошёл | не прошёл |